# Revolução Comunista Chinesa
A Revolução Comunista Chinesa, refere-se à fase final (1946-1950) da Guerra Civil Chinesa. Em algumas mídias comunistas e a historiografia antirevisionista, bem como a mídia oficial do Partido Comunista da China, este período é conhecido como Guerra de Libertação (chinês tradicional: 國共內戰, chinês simplificado: 解放战争, pinyin: Jiěfàng Zhànzhēng).
Com o colapso das negociações de paz entre o Kuomintang ou Partido Nacionalista Chinês (KMT) e o Partido Comunista Chinês (PCC), a guerra total entre estas duas forças são retomadas. A União Soviética forneceu ajuda limitada para os comunistas, e os Estados Unidos ajudaram os nacionalistas com centenas de milhões de dólares em suprimentos, equipamentos militares e munições, bem como o transporte aéreo de muitas tropas nacionalistas da região central da China à Manchúria, uma área que Chiang Kai-Shek via como estrategicamente vital para a defesa Nacionalista nas zonas controladas contra um avanço comunista.
Tardiamente, o governo nacionalista também tentou obter o apoio popular através de reformas internas. O esforço foi em vão, no entanto, por causa da corrupção desenfreada no governo, que vinha acompanhada ao caos político e econômico, incluindo hiperinflação maciça. No final de 1948, a posição nacionalista era desoladora. As tropas nacionalistas desmoralizadas e indisciplinadas mostraram-se páreo para o Exército de Libertação Popular dos comunistas. Os comunistas estavam bem estabelecidos no norte e nordeste, enquanto os nacionalistas, que tinham uma vantagem em número de homens e armas, controlavam territórios e população muito maior do que os seus adversários, e contava com o apoio internacional considerável, no entanto, sofreu com a falta de moral e a corrupção desenfreada que reduzia grandemente a sua capacidade de luta e o seu apoio civil. Especialmente durante a Segunda Guerra Mundial, o melhor das tropas nacionalistas ou foram feridos ou mortos, enquanto os comunistas haviam sofrido perdas mínimas.
Depois de inúmeros reveses operacionais na Manchúria, em especial a tentativa de tomar as grandes cidades, os comunistas foram finalmente capazes de aproveitar a região e capturar grandes formações nacionalistas. Isso lhes forneceu os tanques, artilharia pesada, e outras armas necessárias para processar as operações de ofensiva ao sul da Grande Muralha. Em janeiro de 1949, Pequim foi tomada pelos comunistas, sem uma luta. Entre abril e novembro, as grandes cidades passaram do controle nacionalista para o controle comunista, com resistência mínima. Na maioria dos casos, a zona rural circundante e as pequenas cidades estavam sob influência comunista, muito antes das cidades - parte da estratégia da guerra popular. Uma das batalhas decisivas foi a Campanha de Huai Hai.
Finalmente, o Exército de Libertação Popular saiu vitorioso. Em 1 de outubro de 1949, Mao Tse-tung proclamou a República Popular da China. Chiang Kai-shek, 600.000 tropas nacionalistas, e cerca de dois milhões de refugiados simpatizantes dos Nacionalistas, predominantemente do governo anterior e as comunidades empresariais do continente, recuaram para a ilha de Taiwan e proclamaram a República da China. Depois disso, só restava  bolsões isolados de resistência aos comunistas no continente, como no extremo sul. Uma tentativa da República Popular da China de tomar a ilha de Kinmen controlada pela República da China foi frustrada na Batalha de Kuningtou, impedindo um avanço do Exército de Libertação Popular para Taiwan. Em dezembro de 1949, Chiang proclamou Taipei, Taiwan, a capital provisória da República, e continuou a afirmar que seu governo era a única autoridade legítima de toda a China, enquanto o governo da República Popular da China fez o mesmo. Os últimos combates entre as forças nacionalistas e comunistas terminaram com a captura comunista da ilha de Hainan em maio de 1950.